# Funicolare Como-Brunate
La funicolare Como-Brunate, inaugurata nel 1894, unisce i due comuni lombardi di Como e Brunate.

## Storia

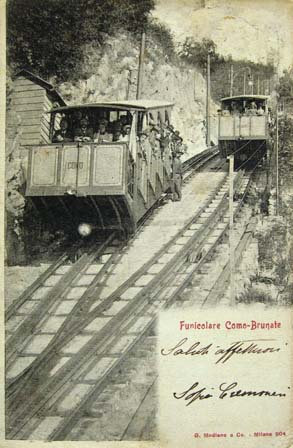
L'impianto nel 1904

Fino agli inizi del XIX secolo, il paese di Brunate risultava raggiungibile tramite una mulattiera tracciata nel 1817 che lo collegava a Como; alcune tortuose e strette carrozzabili da Como e da Tavernerio, costruite nella seconda metà del XIX secolo contribuirono a rompere tale isolamento.

Nel 1890, su impulso di alcuni villegganti e brunatesi (tra i quali il sindaco), fu istituito un comitato di promozione per la realizzazione della "Tramvia Como-Brunate". Il 3 novembre 1891 venne costituita la Società Anonima per la Funicolare Como-Brunate, con capitale sociale di 350.000 lire versato sotto forma di 1.400 azioni sottoscritte. Il 3 settembre 1892 il consiglio di amministrazione della stessa, presieduto dall'avvocato Carlo Sacchi, approvò il progetto dell'impianto elaborato dai fratelli ingegneri Villoresi e il successivo 4 gennaio si poté dare inizio ai relativi lavori di costruzione.

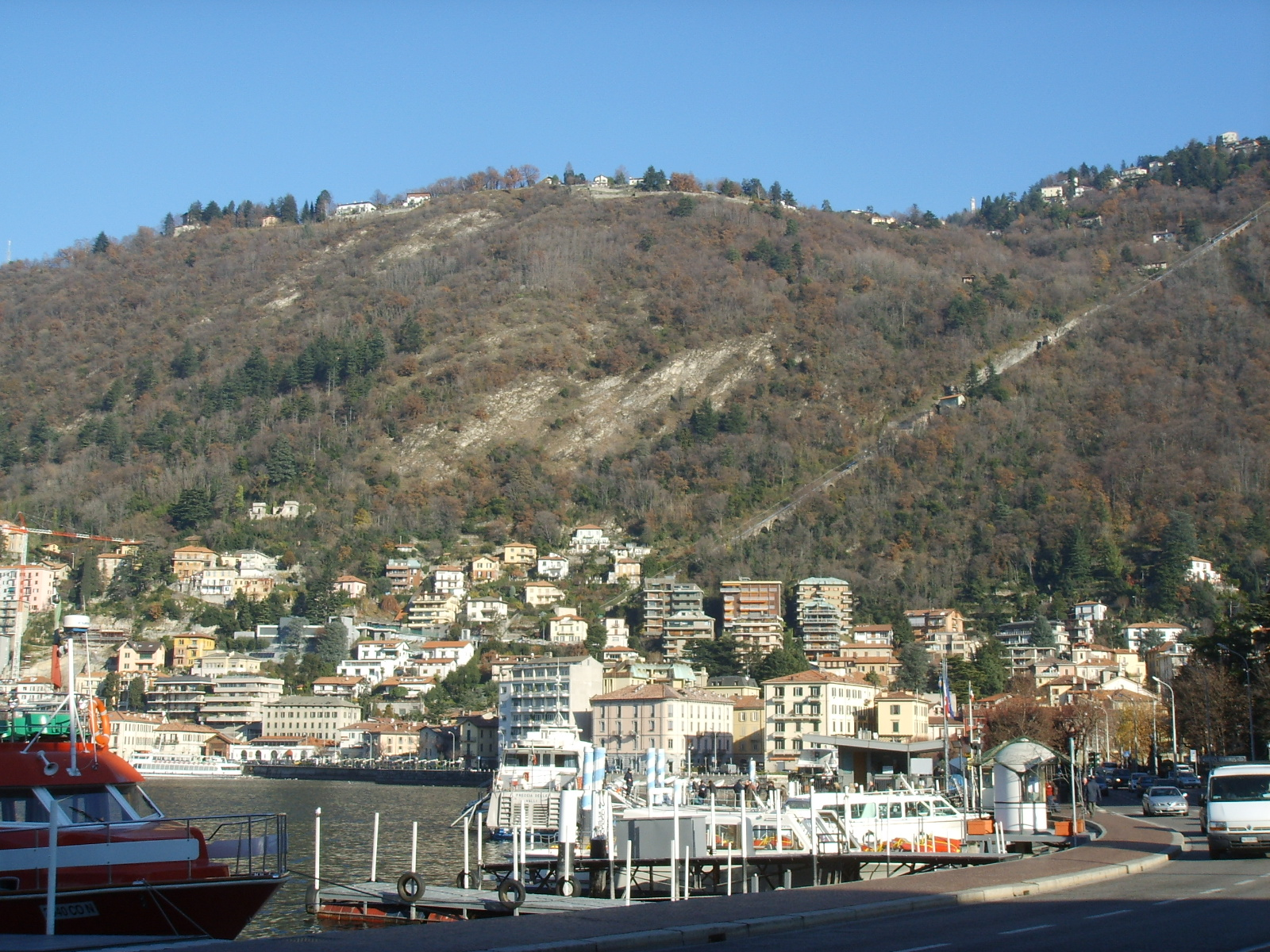
Il tracciato della funicolare

Ottenuta l'autorizzazione provvisoria all'esercizio da parte della prefettura il successivo 22 luglio, l'11 novembre 1894, dopo meno di un anno di lavori, la funicolare Como-Brunate venne aperta al pubblico. Una variante significativa rispetto al progetto originario, che prevedeva un impianto a gravità alimentato ad acqua, fu l'adozione di un argano alimentato a vapore con una macchina da 37 kW, resosi necessario per la carenza del sistema idrico della zona.
La sistemazione definitiva dell'impianto avvenne in occasione della sospensione attuata dopo le festività natalizie del 1894, con ripresa del servizio avvenuta il 6 aprile 1895.

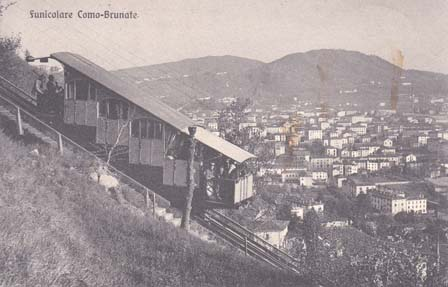
Cartolina dei primi del Novecento

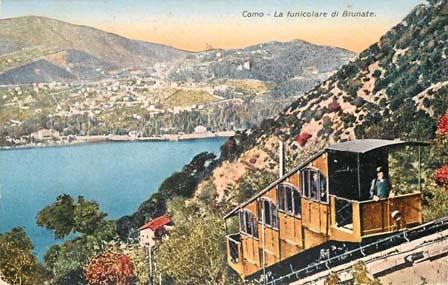
Veduta del 1929

La costruzione della funicolare contribuì non poco allo sviluppo turistico della località collinare, grazie anche al panorama su Como e sull'omonimo lago che si può ammirare durante il viaggio.
Nel 1906 fu attivata la rete tranviaria di Como la cui prima linea consentiva il collegamento fra le principali stazioni ferroviarie e la funicolare; la stessa venne dismessa entro il 1952. Il 18 giugno 1911 per l'azionamento dell'argano furono attivati motori elettrici in sostituzione di quello precedente a vapore, consentendo di attivare un nuovo orario con sedici corse della durata di 14 minuti. La prima guerra mondiale, pur risparmiando gli impianti, provocò negli anni successivi un tracollo del movimento passeggeri e merci.
Raggiunti ormai i 600.000 visitatori annui, si decise di attuare la completa ristrutturazione dell'impianto i cui lavori furono affidati alla Ceretti e Tanfani e completati nel 1933; il rinnovamento comprese altresì la sostituzione delle vetture con altre più capienti e la durata del viaggio scese a 6,5 minuti. L'inaugurazione avvenne il 15 giugno 1935. In tale occasione, previa demolizione della stazione di Pizzo, a Brunate, il percorso venne allungato di circa 10 metri.

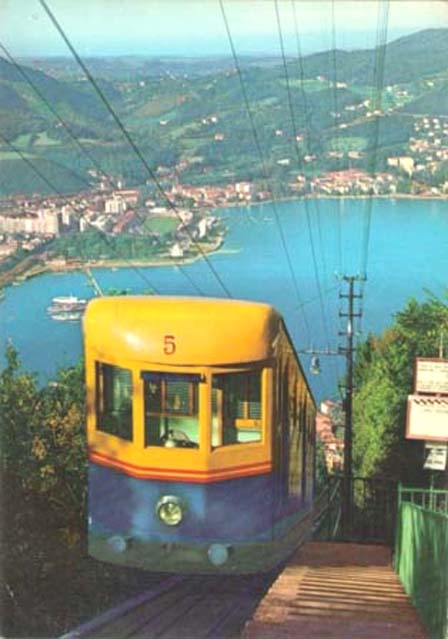
Classico scorcio panoramico

La seconda guerra mondiale comportò, al contrario della prima, un forte incremento dei passeggeri a causa del fenomeno dello sfollamento arrivando a registrare, nel 1945, 1.556.082 viaggiatori.
Ulteriori sostituzioni delle vetture si avvicendarono nel 1953, quando l'impianto venne totalmente rinnovato a cura della Tommaso Agudio e le Officine Moncenisio di Condove produssero tre nuovi veicoli, e in occasione del rinnovamento del 1989. Un fermo periodico dell'impianto che consentì di eseguire alcuni lavori si ebbe nel 2001 cui seguì nel 2011 l'ulteriore sostituzione delle vetture.
Scaduta la concessione nel 1975, la stessa fu prorogata fino al 1981 grazie al supporto del conte Cesare Bonacossa, azionista della società, finché questa non poté essere rilevata dalla Regione Lombardia che la conferì al consorzio CTP, fondato dai comuni della provincia di Como, affidandone la gestione alla neocostituita GST.
Nel 1999, in occasione delle celebrazioni voltiane, l'impianto venne totalmente automatizzato previa installazione di un sistema di videosorveglianza.
Dal 2005 il Consorzio Mobilità Funicolare & Bus gestisce l'impianto; il ruolo operativo è assegnato all'Azienda Trasporti Milanesi, la quale fa parte del consorzio stesso.

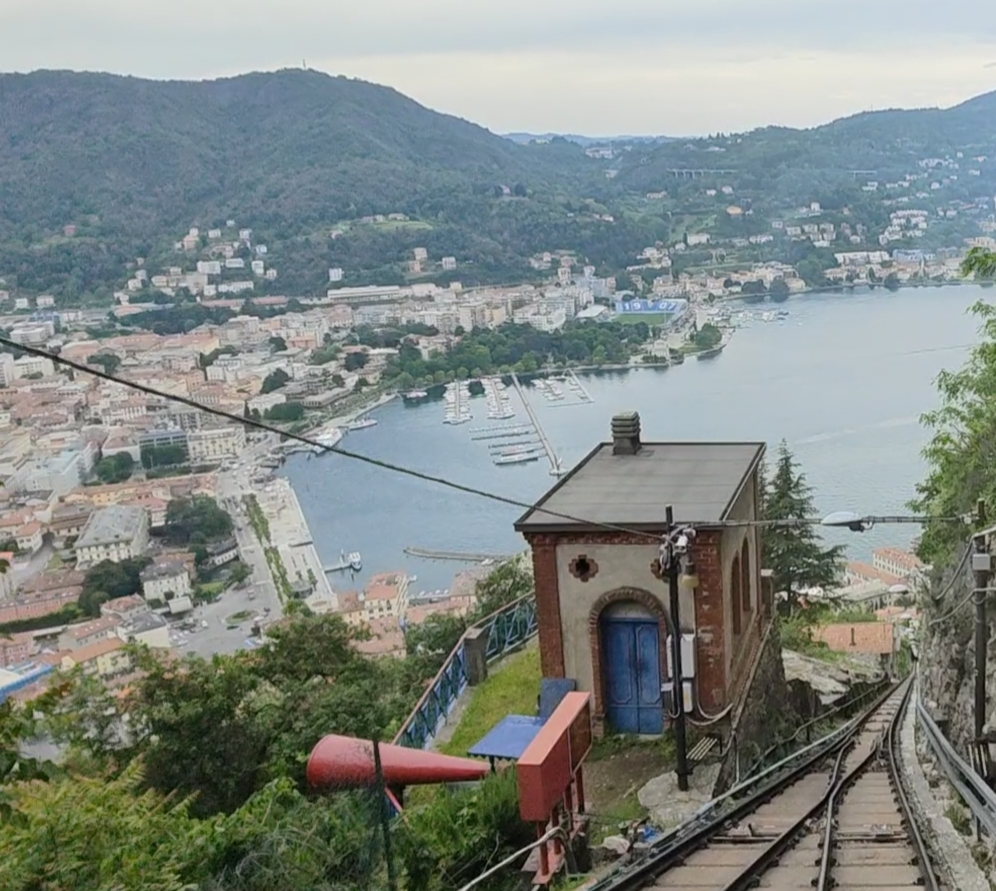
Panorama su Como durante la discesa. A sinistra è visibile il cannone del mezzogiorno

Una quinta generazione di carrozze è stata messa in linea nel 2011.

## Caratteristiche

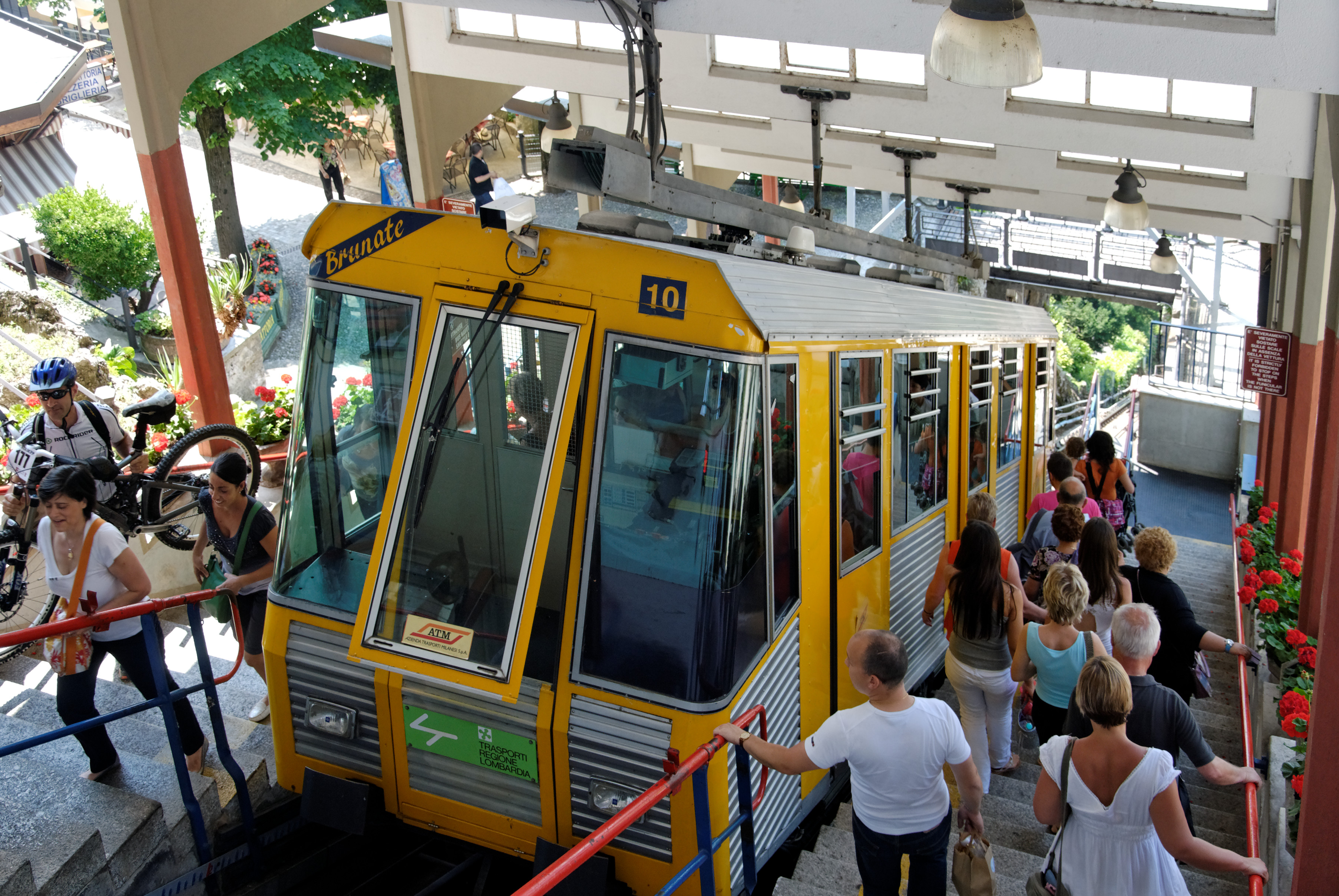
Vettura a Brunate, nel 2010

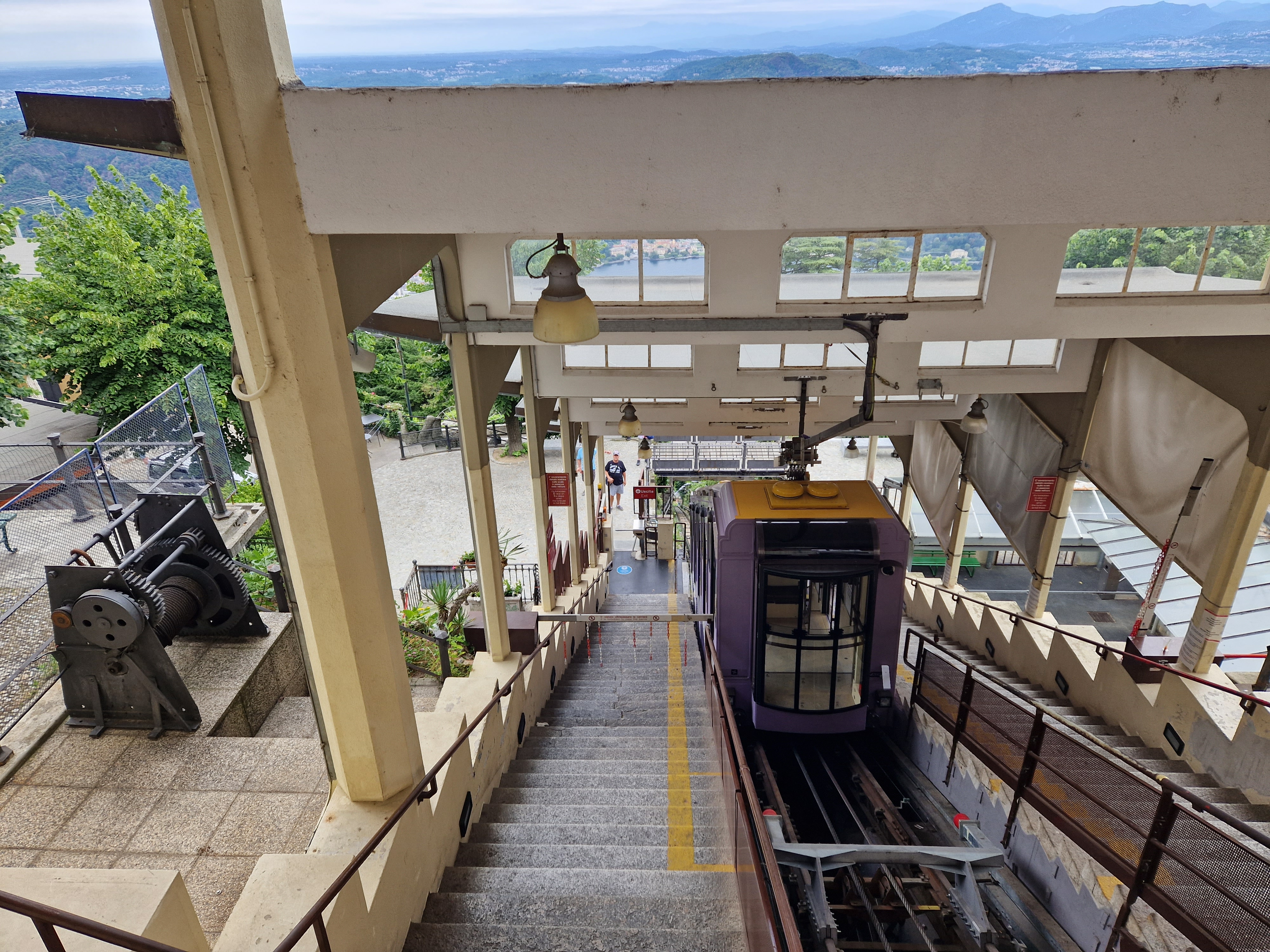
Vettura a Brunate, nel 2023

Le vetture a scartamento metrico della dotazione originaria, in seguito sostituite più volte nel corso della vita dell'impianto, furono costruite dalla Miani e Silvestri, erano denominate Como e Brunate, potevano trasportare 32 passeggeri ciascuna e utilizzavano, quale freno di emergenza, una cremagliera posta al centro dei binari.
Nel 1933 giunsero sui binari della funicolare le nuove vetture Ceretti e Tanfani, che potevano trasportare 72 passeggeri.

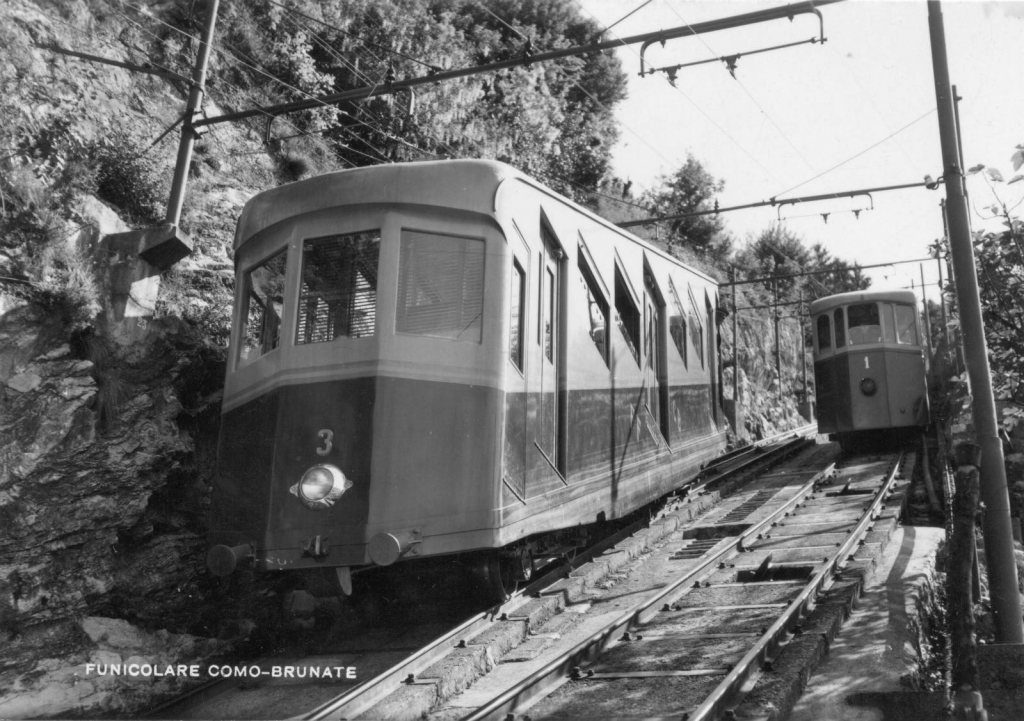
Una delle vetture del 1953

Delle vetture Agudio-Moncenisio del 1953, numerate 3, 4 e 5, la prima aveva la caratteristica di poter essere impiegata su entrambi i binari del raddoppio e venne pertanto utilizzata per le prove dell'impianto, per poi essere mantenuta di scorta. Nel 1981 entrarono in servizio le nuove carrozze 10 e 11, anch'esse nominate "Como" e "Brunate" come quelle d'origine, costruite anch'esse dalla Agudio con carrozzeria Chinetti. Le Agudio cessarono definitivamente il servizio nel 1989: la vettura numero 3, una volta radiata, fu acquistata da Francesco Ogliari e collocata nel suo museo a Ranco, la cui collezione è stata poi trasferita nel 2015 al complesso di Volandia.
Le due carrozze in uso, realizzate in occasione della revisione generale dell'impianto appaltata nel 2011 e contraddistinte dai numeri 12 e 13, sono in servizio dal 13 agosto 2011, anche se l'inaugurazione ufficiale è avvenuta il 10 settembre 2011; la n. 12, chiamata BRUco, è di colore malva, mentre la n. 13, ribattezzata bruCO, è rossa. Costruite dalla Agudio S.p.A. di Leinì e dalla Carrosserie Gangloff SA di Berna, le vetture sono lunghe 13,40 metri e hanno una capienza di 80 persone ciascuna (24 sedute e 56 in piedi); a differenza delle carrozze precedenti, hanno quattro ruote e cinque porte a scorrimento per lato (anziché tre) ed è stata eliminata la cabina dei conduttori, sostituita da un'ampia vetrata panoramica. 

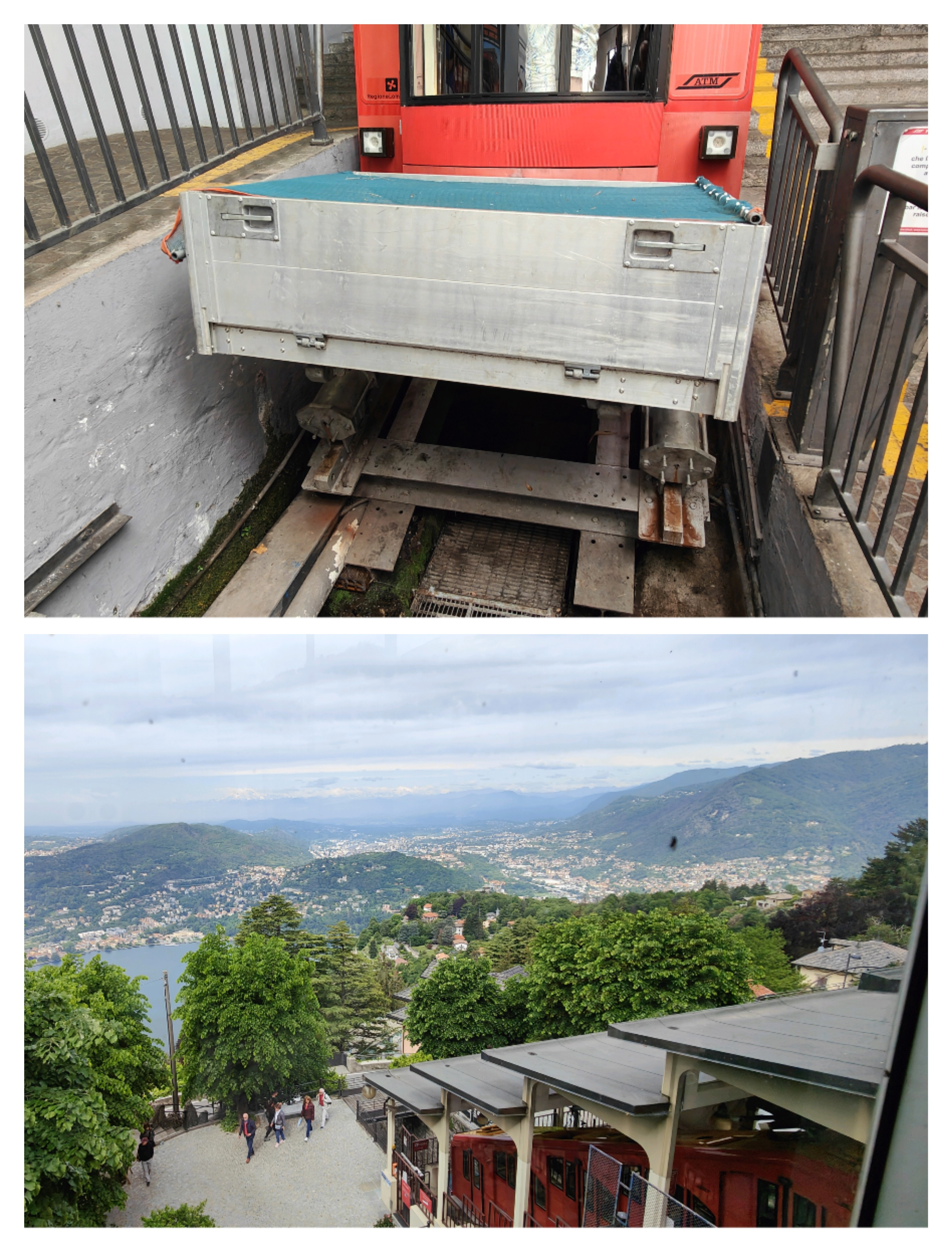
Il cassone portapacchi; in basso: vista panoramica su Tavernola, San Bartolomeo Val Cavargna, Maslianico, dietro Chiasso a Dx, sulla costa: Cernobbio

Gli interni ricalcano lo stile liberty: i sedili hanno inserti in rovere, mentre i corrimano, le cappelliere, i portapacchi e i portabiciclette sono in ottone bronzato; è anche presente un impianto di aria condizionata.

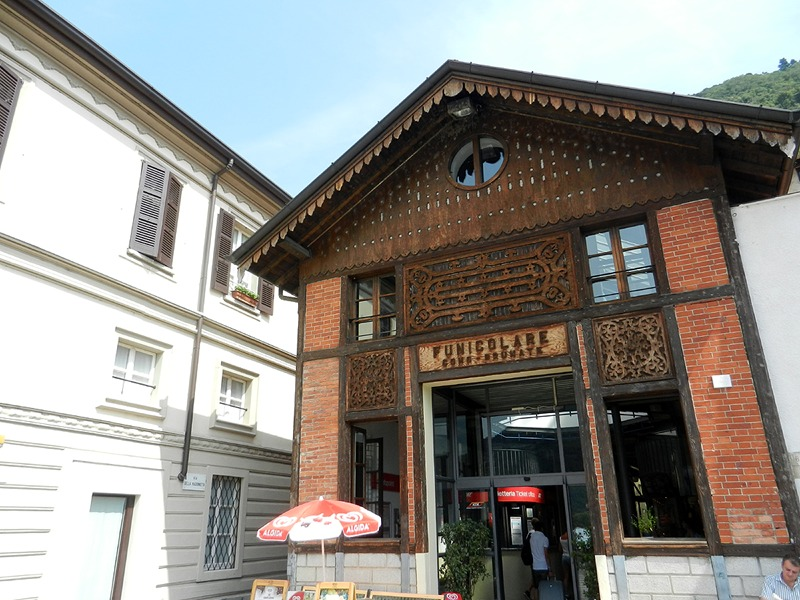
Stazione di Como

| Unknown route-map component "utKBHFa@f" |

| Unknown route-map component "utSTRe@f" |

| Urban stop on track |

| Unknown route-map component "uSTRbl" |

| Unknown route-map component "uSPLa" |

| Unknown route-map component "uSPLe" |

| Urban stop on track |

| Urban End station |

### Percorso
La funicolare ha le sue stazioni di partenza/arrivo in piazza A. De Gasperi a Como e in piazza A. Bonacossa a Brunate; lungo il tragitto vi sono due fermate a richiesta: una a Como Alta e una a Carescione (frazione di Brunate).

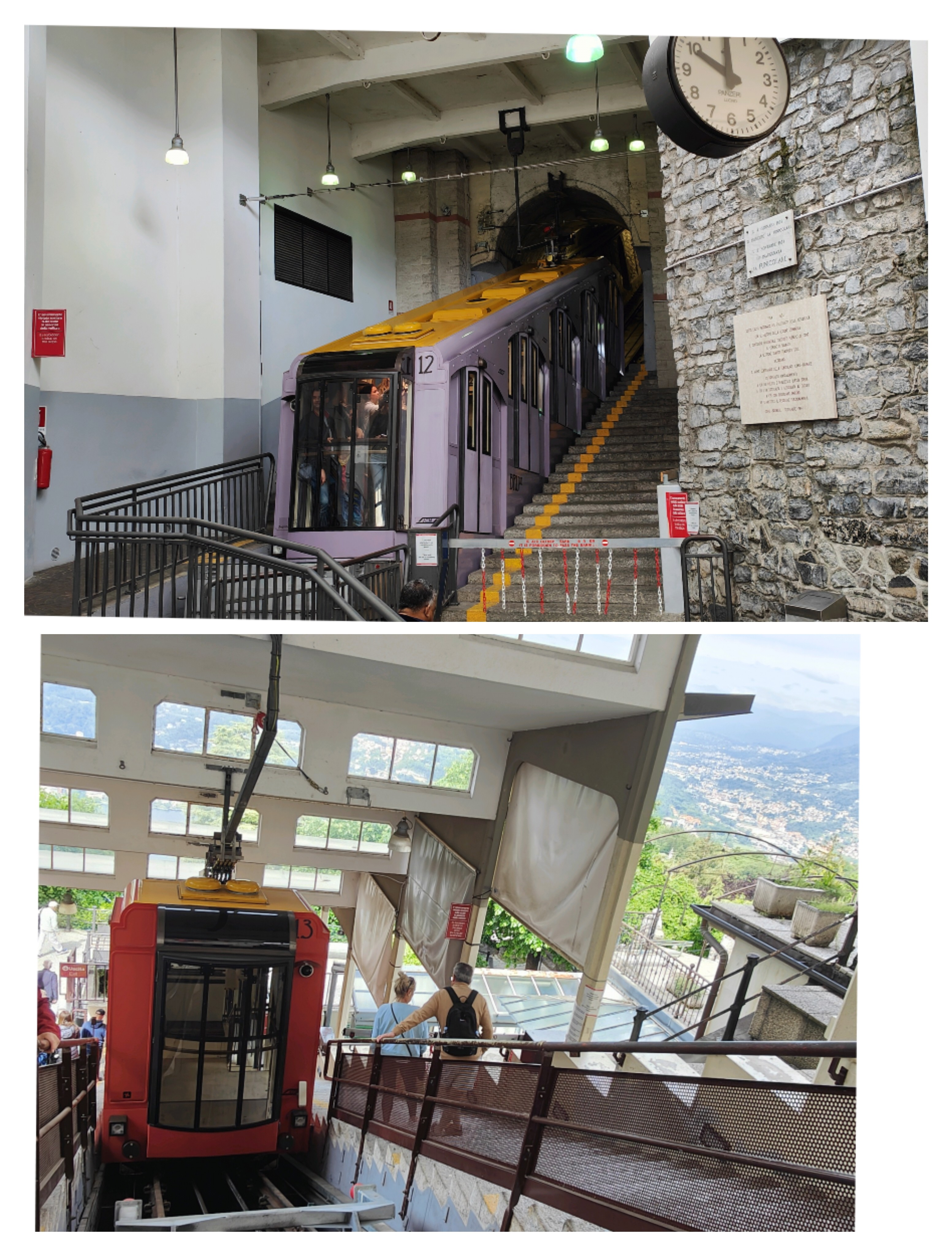
Como; in basso: staz. Brunate (715 mt.)

La funicolare, su unico binario e raddoppio a metà tragitto, ove s'incrociano la vettura in salita e quella in discesa, supera un dislivello di 493,92 metri con una pendenza media del 46% e una punta massima del 55,10%; il percorso sull'inclinata misura 1074,08 metri.
A metà tracciato, sul pianerottolo della cantoniera costruita a fianco dello scambio, vi è il cosiddetto cannone di Mezzogiorno: installato nel 1912, in servizio fino agli anni settanta del XX secolo e riattivato nel 1990, tutti i giorni a mezzogiorno spara un colpo a salve.
Il viaggio dura sette minuti e il servizio si effettua tutti i giorni dalle 6:00 alle 22:30 (il sabato e in estate turno prolungato sino alle 24:00), con partenze di regola ogni mezz'ora, che diventano ogni quarto d'ora negli orari di punta.